# Валфабрика
Валфабрика (итал. Valfabbrica) је насеље у Италији у округу Перуђа, региону Умбрија.
Према процени из 2011. у насељу је живело 1534 становника. Насеље се налази на надморској висини од 289 м.

## Становништво
| 1931. | 1936. | 1951. | 1961. | 1971. | 1981. | 1991. | 2001. | 2011. |
| ----- | ----- | ----- | ----- | ----- | ----- | ----- | ----- | ----- |
| 4.525 | 4.922 | 5.339 | 4.706 | 3.607 | 3.410 | 3.413 | 3.483 | 3.502 |

## Партнерски градови
- Гројзенхајм